# 汉努·哈帕莱宁
汉努·哈帕莱宁（芬蘭語：Hannu Haapalainen，1951年2月28日—2011年11月5日），芬兰男子冰球运动员。他曾代表芬兰国家队参加1976年和1980年冬季奥林匹克运动会冰球比赛，均获得第四名。